# 핑크 하트
핑크 하트는 대한민국의 음악 그룹이다. 2009년 싱글 [슈비 (Shubie)]로 데뷔했다.

## 음반
- 2008 Xing Star 캐롤 앨범 (2008)
- 슈비 (Shubie) (2009)